# Unua Libro
Unua Libro (esperanto Pierwsza książka, właściwie Język międzynarodowy Przedmowa i podręcznik kompletny) – zwyczajowa nazwa pierwszej książki zawierającej opis zasad języka esperanto, języka pomocniczego określanego również mianem lingvo internacia (esperanto: język międzynarodowy).
Podręcznik został napisany przez Ludwika Zamenhofa, który w publikacji przyjął pseudonim „Doktoro Esperanto”. Od tego literackiego pseudonimu wziął nazwę opisany w książce język. W realizacji przedsięwzięcia wydatną pomoc finansową udzieliła rodzina narzeczonej i żony Zamenhofa – Klary Silbernik. Wniosek o zgodę na druk własnym nakładem autora rosyjska cenzura rozpatrywała przez dwa miesiące, pozytywną decyzję cenzor wydał 9 lipca 1887 (wg kalendarza juliańskiego). Jako pierwsze pojawiło się wydanie w wersji rosyjskojęzycznej. Podręczniki wydrukował w Warszawie 14 lipca?/26 lipca 1887 roku Chaim Kelter, drukarz z ulicy Nowolipie 11. Cenę ustalono na 15 kopiejek. Zdecydowano się na format 20,5 cm x 15 cm, ułatwiający przesyłanie wydawnictwa pocztą. Autor napisał:

(...) cały słownik niezbędny dla stosunków życia codziennego zajmuje, jak widać z dołączonego egzemplarza, nie więcej niż 1/2 arkusza, wchodzi z łatwością do najmniejszej koperty (...).

Na 40-stronicowy podręcznik złożyły się:
- 28-stronicowa przedmowa wyjaśniająca założenia autora, budowę języka i przykładowe teksty (tłumaczenie modlitwy Ojcze nasz, fragment Biblii, schemat listu, poezja własna i tłumaczenie utworu Heinego),
- 8 kartoników gotowych do podpisania i wysłania, będących obietnicą nauczenia się zaproponowanego przez Doktora Esperanto języka międzynarodowego, jeśli 10 milionów osób złoży tę samą obietnicę,
- podręcznik kompletny, składający się z alfabetu i 16 reguł gramatycznych,
- na oddzielnej karcie wydrukowany słowniczek złożony z 947 podstawowych rdzeni wyrazowych[8], z których można było utworzyć za pomocą przedrostków i przyrostków kilka tysięcy wyrazów.

Na początku książki autor zamieścił informację: Język międzynarodowy, jak każdy narodowy, jest własnością ogółu; autor zrzeka się na zawsze wszelkich praw osobistych do niego – nie chcąc być postrzeganym jako twórca, a jedynie jako inicjator języka międzynarodowego oraz uniknąć łączenia esperanto z jego osobą (co było jedną z przyczyn upadku języka Volapük).
Premierowe wydanie w nakładzie 3 tysięcy egzemplarzy było w języku rosyjskim, bowiem Warszawa znajdowała się wtedy w zaborze rosyjskim. Historyk ruchu esperanckiego Adam Zakrzewski zauważył, że polskie książki były traktowane bardziej surowo przez państwową cenzurę. Do końca roku pojawiły się wersje: polska (2 tys. egz.) – 6 września, niemiecka i francuska (po 1 tys. egz.) – 24 listopada 1887. Wersja angielska została wstrzymana do 1888 ze względu na błędy językowe, do chwili ponownego tłumaczenia wykonanego przez irlandzkiego filologa Richarda Henry'ego Geoghegana. W 1888 ukazała się również wersja hebrajska. W kolportażu książek pomagali: żona autora – Klara Silbernik i brat autora – Feliks, student farmacji.
Autor prosił, aby na podany na ostatniej stronie adres (Wielmożny Dr. L. Zamenhof dla D-ra Esperanto w Warszawie) przysyłać wszelkie uwagi, propozycje zmian itp. Niezdecydowani prosili Zamenhofa o przedstawienie większej liczby tekstów w nowym języku, dlatego w 1888 wydane zostały: Dua Libro (eo. Druga książka) i Aldono al la Dua Libro (eo. Dodatek do Drugiej książki).

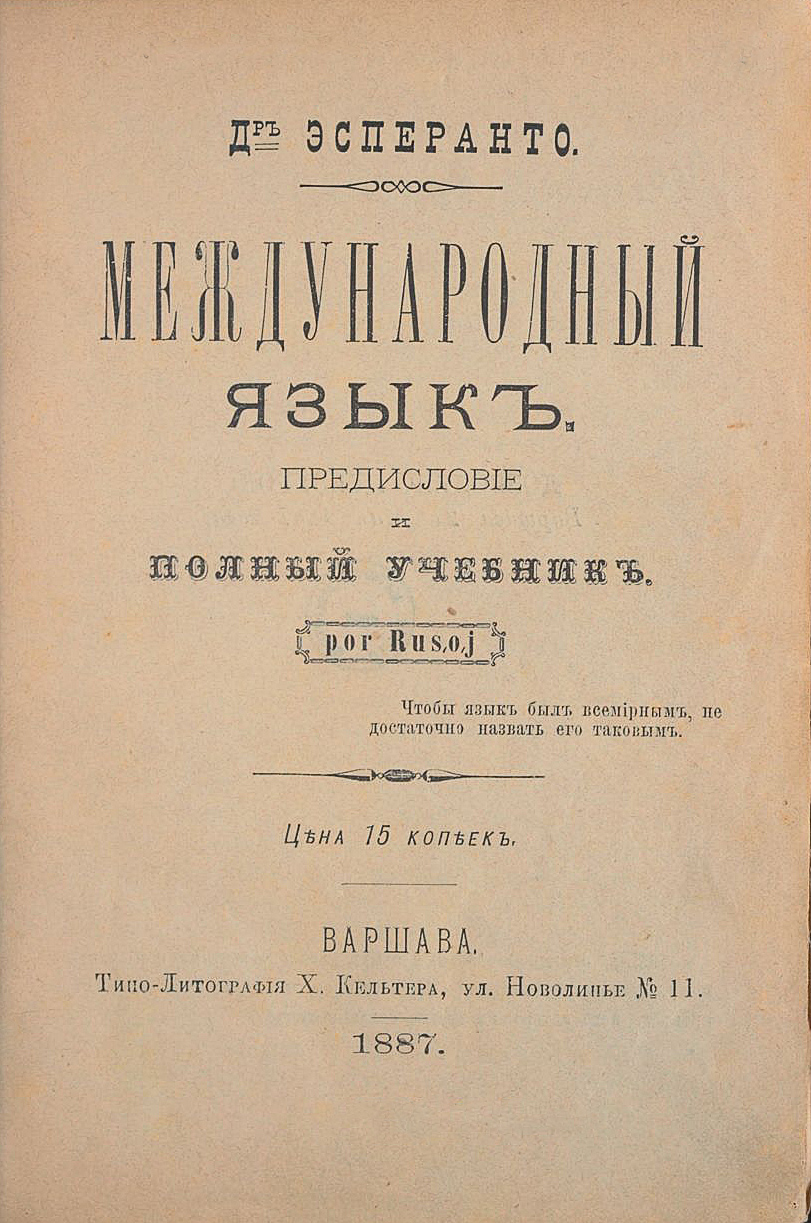
Unua Libro 1887, pierwsze wydanie z 1887 w języku rosyjskim
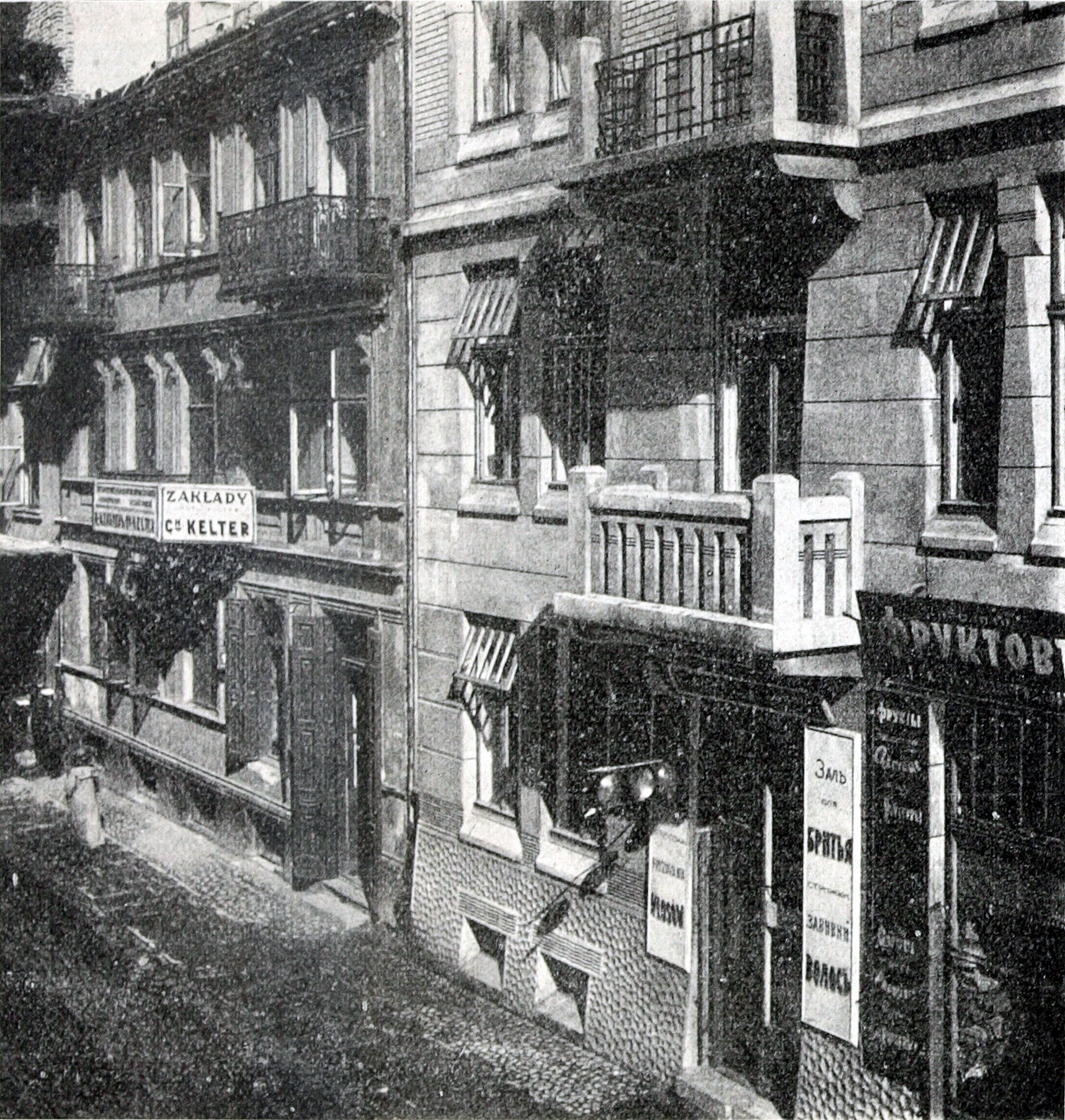
Drukarnia Chaima Keltera, w której powstała Unua Libro
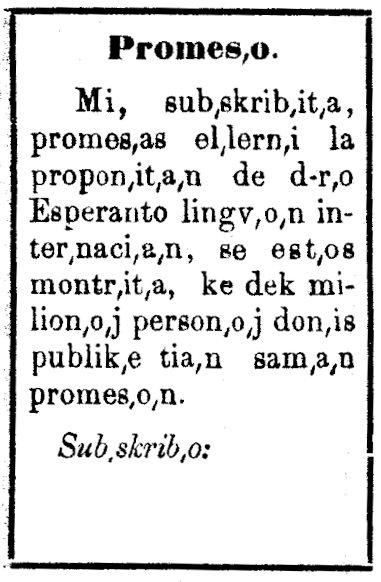
Karteczka z obietnicą nauczenia się esperanta, jeśli taką samą obietnicę złoży dziesięć milionów osób.
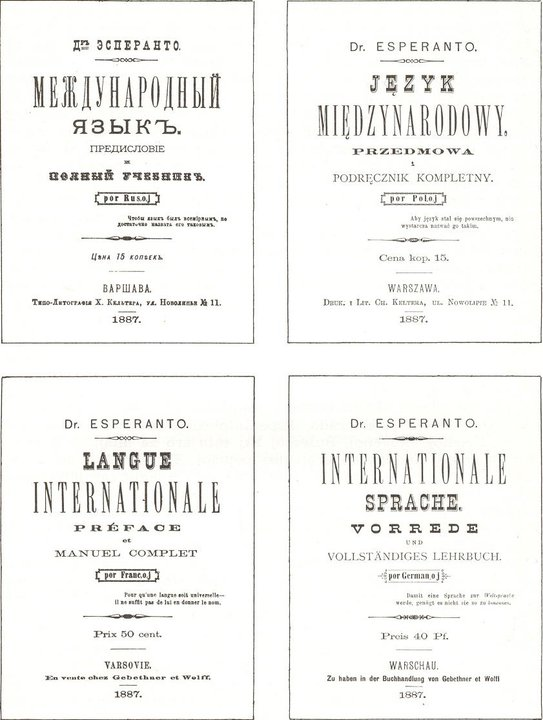
Strony tytułowe najwcześniejszych wydań